# Ceatalchioi (gmina)
Ceatalchioi – gmina w Rumunii, w okręgu Tulcza. Obejmuje miejscowości Ceatalchioi, Pătlăgeanca, Plauru i Sălceni. W 2011 roku liczyła 593 mieszkańców. 